# La Petite-Pierre
La Petite-Pierre (Lützelstein en idioma alemán ) es una localidad y comuna francesa, situada en el departamento de Bajo Rin en la región de Alsacia. 
La comuna se encuentra en los lindes del Parque natural regional de los Vosgos del Norte.
Limita al noreste con Zittersheim y  Erckartswiller, al este con Weiterswiller, al sureste con Neuwiller-lès-Saverne, al suroeste con Eschbourg, al oeste con Lohr y al noroeste con Petersbach, Struth e Hinsbourg.

## Historia
Villa del Condado de Veldenz, durante el gobierno de Leopoldo Luis, fue ocupada por tropas francesas en 1677, procediendo Vauban a la modernización de sus fortificaciones a partir de 1681. El Tratado de Rijswijk de 1697 legalizó su posesión.

## Demografía
| 624 | 637 | 632 | 675 | 623 | 612 |
| Para los censos de 1962 a 1999 la población legal corresponde a la población sin duplicidades (Fuente: INSEE [Consultar]) |     |     |     |     |     |

## Patrimonio
- El château, construido por el ingeniero militar Vauban.
- La Iglesia de Notre-Dame de la Petite-Pierre

## Personajes célebres
- Luc Hueber (1888-1974), pintor